# تاینی وارد
تاینی وارد (انگلیسی: Tiny Ward؛ ‏ ۲ ژانویهٔ ۱۸۹۳ – ۱۲ سپتامبر ۱۹۵۶) بازیگر اهل ایالات متحده آمریکا بود که با هنرمندانی چون چارلی چاپلین، لورل و هاردی، لان چینی، هری لنگدون و مک سنت همکاری داشت.
از فیلم‌هایی که وی در آن‌ها نقش داشته‌است، می‌توان به محموله ویژه، روشنایی‌های شهر، زندان، شیخ اعرابی و دوش‌فنگ اشاره نمود.